# حمام کهنمو
حمام کهنمو مربوط به اواخر دوره قاجار است و در شهرستان اسکو، بخش مرکزی، دهستان سهند، روستای کهنمو واقع شده و این اثر در تاریخ ۱ مرداد ۱۳۸۶ با شمارهٔ ثبت ۱۹۲۳۲ به‌عنوان یکی از آثار ملی ایران به ثبت رسیده است.